# Félix Lambrecht

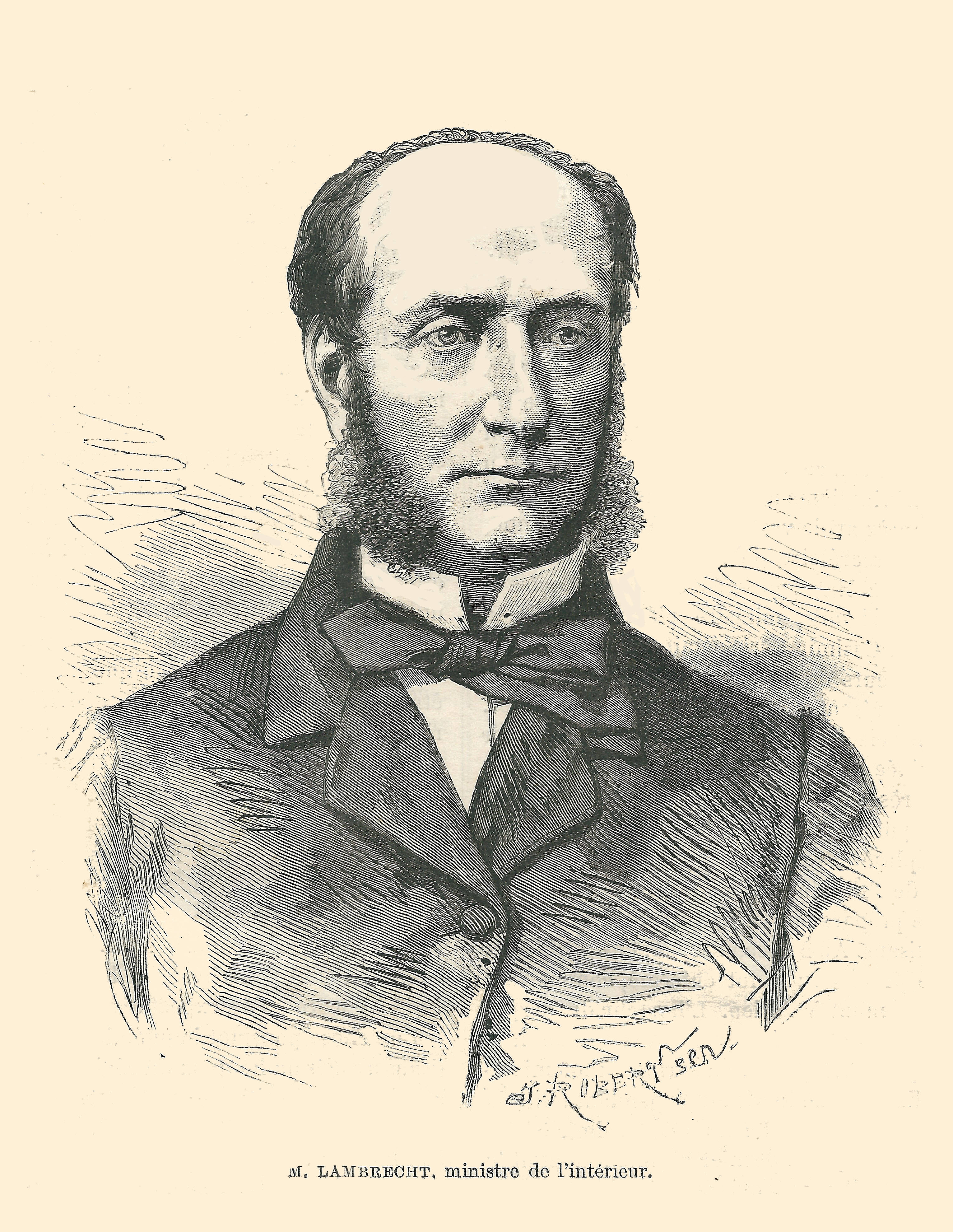
Félix Lambrecht

Félix Lambrecht (Douai, 4 april 1819 - Versailles, 8 september 1871), was een Frans politicus.

## Biografie
Félix Lambrecht werd op 4 april 1819 geboren in Douai in het Noorderdepartement. Hij was een civiel ingenieur en hield zich bezig met de aanleg van bruggen en wegen. Hij bezocht Algerije en nam als lid van de Nationale Garde (Garde Nationale) deel aan de onderdrukking van de Parijse opstand van 1848. In 1850 nam hij deel aan een missie naar India. Na zijn terugkeer in Frankrijk in december 1851, hield hij zich bezig met het beheer van zijn industriële eigendommen in Lallaing (Noorderdepartement). Daarnaast liet hij het Château Montigny in Ostrevent bouwen (1852). In 1857 werd hij burgemeester van Lallaing dat hij - met korte onderbreking - tot zijn dood in 1871 bleef.
Félix Lambrecht, een vriend van Adolphe Thiers, werd in 1863 voor het Noorderdepartement in het Wetgevend Lichaam gekozen. Hij versloeg hierbij de officiële regeringskandidaat. In 1869 werd hij niet herkozen. Hij weigerde de hem aangeboden prefectuur van het Noorderdepartement en het ondergouverneurschap van Algerije, hem aangeboden door de regering-Ollivier.
Félix Lambrecht werd in 1871 voor Marchiennes (Noorderdepartement) in de Kamer van Afgevaardigden (Chambre des Députés) gekozen.
Van 19 februari tot 15 juni 1871 was hij korte tijd minister van Landbouw en Handel in het kabinet-Dufaure I.
Hij overleed, na drie jaar lang ziek te zijn geweest (aan een ziekte aan de boezem), op 52-jarige leeftijd.